# Assais-les-Jumeaux
 Assais-les-Jumeaux  es una población y comuna francesa, en la región de Poitou-Charentes, departamento de Deux-Sèvres, en el distrito de Parthenay y cantón de Saint-Loup-Lamairé.

## Demografía
| 1235 | 1122 | 994 | 901 | 808 | 794 |
| Para los censos de 1962 a 1999 la población legal corresponde a la población sin duplicidades (Fuente: INSEE [Consultar]) |      |     |     |     |     |